# ميكلوش موراني
ميكلوش موراني (بالألمانية: Miklós Murányi) (1943 - 2025 م) توفي 5 مارس 2025م هو مستشرق ألماني.
ولد في المجر. يعمل أستاذاً محاضراً في جامعة بون [حلقة الدراسات العربية]وهو عضو في جمعية المستشرقين الألمان منذ 1977 م التي استقال منها في العقدين الأخيرين من حياته.
اشتهر منذ 1983 بعنايته بمكتبة القيروان العتيقة التي حولت زمن الرئيس بورقيبة إلى متحف في بلدة رقادة،فكان موراني يقضي اجازاته بين رقاع وألواح الكتب هناك...

## آثاره
من آثاره:
- الجامع لعبد الله بن وهب المصري المتوفى سنة 197 هـ، تفسير القران، في ثلاثة مجلدات.
- كتاب المحاربة من الموطأ لعبد الله بن وهب أيضاً، في مجلد.
- الكتب الفقهية لسحنون بن سعيد، نشأتها ورواياتها. 1999 م بالألمانية.[1]